# Мерріам-Вебстер

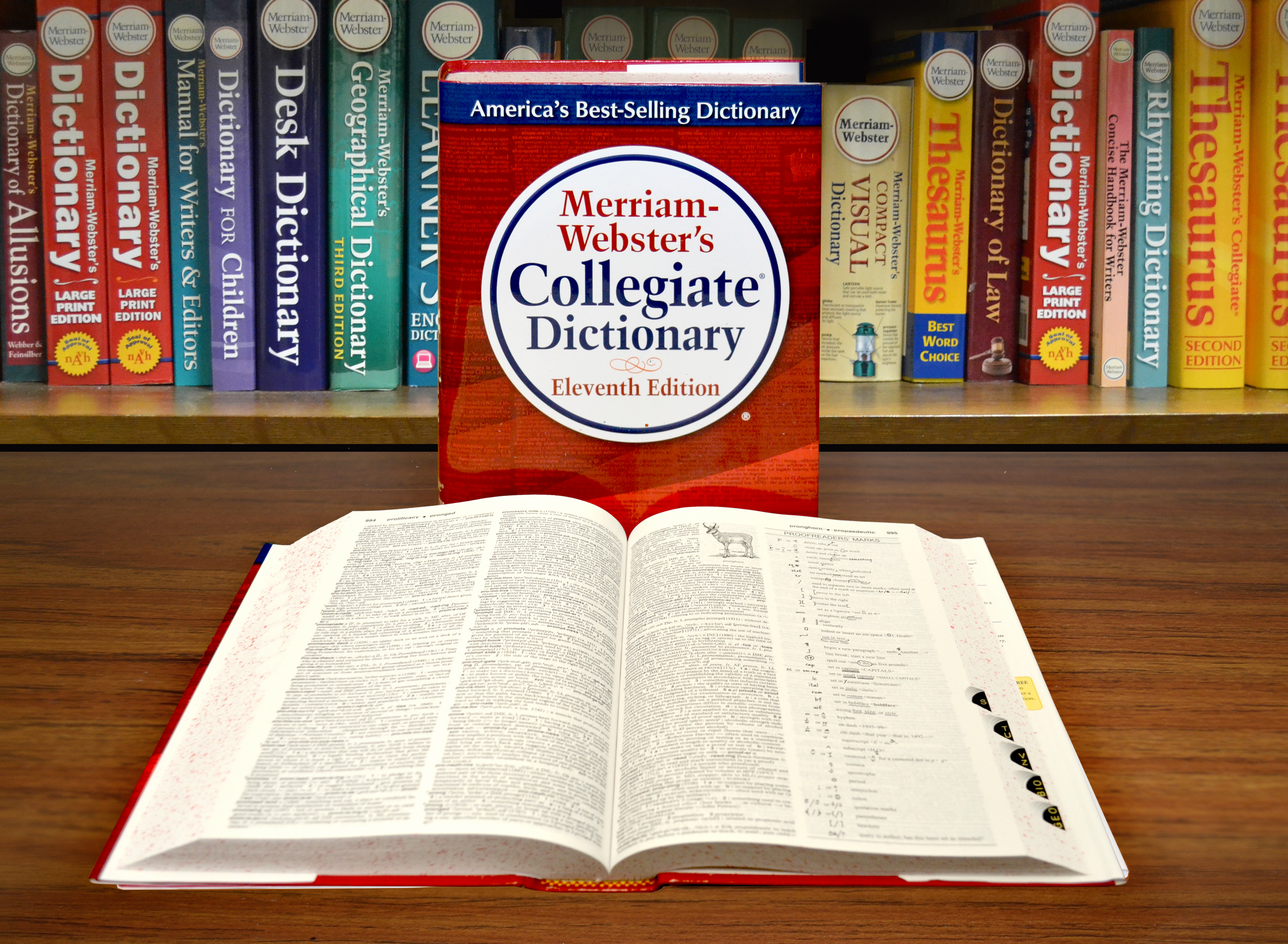

Мерріам-Вебстер (Merriam-Webster, Inc., раніше G & C Merriam Company) — американська компанія, видавець довідників та лексичних словників. Брати Мерріам придбали права на видання словника Вебстера в 1843 році.
Merriam-Webster, Inc. стала філією Encyclopædia Britannica, Inc. у 1964 році.

## Історія
У 1843 році, після смерті Вебстера, брати Джордж і Чарльз Мерріам викупили права на видання словника в редакції 1840 року. Вони опублікували перевидання в 1847 році, у якому не змінили жодного основного тексту, а лише додали нові розділи, а друге оновлення з ілюстраціями в 1859 році. У 1864 році G&C Merriam опублікували значно розширеніше видання, яке було першим варіантом зміни тексту Вебстера. Тексти були кардинально переписані, проте зберегли багато визначень термінів і загальну назву «Американський словник» («An American Dictionary»). З цього перевидання почалися роботи з переписування текстів Вебстера. У 1884 році словник містив 118 000 слів, «на 3000 більше, ніж будь-який інший англійський словник».